# Levonantradol

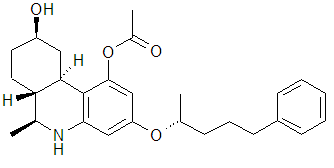
Strukturformel för levaonantradol.

Levonantradol är ett hallucinogent preparat som hör till gruppen cannabinoider, och har testats mot illamående. Preparatets kemiska summaformel är C27H35NO4 och dess molmassa 437,571 g/mol.
Substansen är narkotikaklassad och ingår i förteckning II i Sverige, men finns för närvarande inte upptagen i förteckningarna i internationella narkotikakonventiomer.